# Pedro de Castilla y Salazar
Pedro de Castilla y Salazar (c. 1414-23 de marzo de 1492), también conocido por Pedro de Castilla el Viejo, fue hijo de Diego de Castilla y Sandoval y de Isabel de Salazar y Guzmán, y nieto del rey Pedro I de Castilla.

## Biografía
Casó con Beatriz de Fonseca y Ulloa, hermana de Alonso I de Fonseca y Ulloa, señor de las villas de Coca y de Alaejos y arzobispo de Sevilla; de Fernando de Fonseca y Ulloa, casado segunda vez con Teresa de Ayala y padre de Juan Rodríguez de Fonseca; de Catalina de Fonseca y Ulloa, mujer de Diego González de Acevedo y madre de Alonso de Fonseca y Acevedo; y de Isabel de Fonseca y Ulloa (c. 1420-1494), amante de Juan Alonso Pérez de Guzmán y Suárez de Figueroa, VI señor de Sanlúcar de Barrameda, VI señor de Ayamonte, Lepe y La Redondela (por pleito con su tío con sentencia de 1444), III conde de Niebla y I duque de Medina Sidonia, todos hijos del doctor Juan Alonso de Ulloa, consejero real de Juan II de Castilla, y de Beatriz Rodríguez de Fonseca, hija del señor portugués de Olivenza, Barqueiros, Sousel y Panóias, Pedro Rodríguez de Fonseca, que fue guarda mayor del rey Juan I de Castilla, y de Inés Díaz Botelho. 
Pedro de Castilla y Salazar y su esposa Beatriz de Fonseca y Ulloa fueron encerrados, en tiempos del rey Enrique IV de Castilla, en el castillo de Alaejos. Debido a la protección del Arzobispo, su hermano, obtuvieron la guarda de la reina Juana de Portugal, o Juana de Avís, presa en la misma fortaleza, y de la que Beatriz de Fonseca y Ulloa fue Dama.
En la iglesia parroquial de San Lorenzo, de Toro, recibieron sepultura ambos esposos, y en sus epitafios se puede leer: 

«Aquí está sepultado el noble cavallero Don Pedro de Castilla, nieto del Rei Don Pedro, sancta gloria aya. Falleció domingo XXIII días de março anno del nascimiento de Nuestro Salvador de 1492», y «Aquí esté sepultada la mui virtuosa señora Doña Beatriz de Fonseca, sancta gloria aya, mujer que fue de dicho Don Pedro. Falleció miércoles a XXII días de agosto anno del Señor de 1487»

El matrimonio de Pedro de Castilla y Salazar con Beatriz de Fonseca y Ulloa solo tuvo por descendencia un hijo, Pedro de Castilla y Fonseca, también conocido como Pedro de Castilla, el Mozo.